# René Lepelley
Pour les articles homonymes, voir Lepelley.
René Lepelley, né le 4 avril 1925 à Quettehou (Manche) et mort le 29 août 2011 à Caen, est un linguiste français, spécialiste de dialectologie.

## Biographie
Après des études de lettres classiques, René Lepelley devient enseignant au lycée de Tunis en 1949 puis au lycée Alain-Chartier de Bayeux en 1957.
Agrégé de grammaire en 1962, il enseigne la langue et la littérature médiévales à la faculté des lettres de Caen à partir de 1964. Il est l'initiateur en 1968 de l'Atlas linguistique et ethnographique normand (ce travail sera repris et mené à son terme par un de ses étudiants, Patrice Brasseur). En 1971, il soutient sa thèse Le parler normand du Val de Saire (Manche) : phonétique, morphologie, vocabulaire de la vie rurale. Élu professeur titulaire en 1974, il se consacre aux études dialectales du domaine d'oïl. Il fonde en 1983 le Centre d'études normandes, devenu l'Office universitaire d'études normandes.
La maîtrise de dialectologie, qu'il promeut à l'université de Caen, permet à plusieurs de ses étudiants de collecter des éléments des parlers traditionnels normands, alors même que disparaissent la plupart des locuteurs ayant eu ces parlers pour langue maternelle.
René Lepelley a publié plus de 120 articles dans des domaines aussi variés que la toponymie, l'anthroponymie, le français régional, l'ethnologie rurale et maritime, la littérature dialectale orale et écrite, la prononciation des noms de commune, et plusieurs ouvrages de vulgarisation.
Il est chevalier du Mérite agricole, commandeur des Palmes académiques et chevalier de l'ordre du Mérite.

## Principaux ouvrages
- Le Clos du Cotentin (avec Monique Léon), Éditions Charles Corlet, 1985  (ISBN 9782905461025)
- Dictionnaire du français régional de Normandie, éd. Christine Bonneton, 1993  (ISBN 9782862531502), réédité sous le titre Le parler de Normandie, éd. Christine Bonneton, 2008  (ISBN 9782862534244).
- Paroles de Normands : textes dialectaux du XIIe au XXe siècle, Presses universitaires de Caen, 1995  (ISBN 9782854805628)
- Expressions familières de Normandie (avec Catherine Bougy), éd. Christine Bonneton, 1998  (ISBN 9782862532288)
- Noms de lieux de Normandie et des Îles Anglo-Normandes, éd. Christine Bonneton, 1999  (ISBN 9782862532479)
- La Normandie dialectale, Presses universitaires de Caen, 1999  (ISBN 9782841330768)
- Le Dicotentin : 200 chroniques des mots d'ici et d'à côté, Cherbourg, éd. Isoète, 2001  (ISBN 9782913920064)
- Dictionnaire étymologique des noms de communes de Normandie, Caen, Presses universitaires de Caen, Éditions Charles Corlet, 2003  (ISBN 978-2847061420)
- Espèces marines de Normandie. Appellations locales (avec la collaboration du Professeur Francis Bénard), éd. Charles Corlet, 2005  (ISBN 9782847061901)
- Mots et parlures du Cotentin et autres lieux de Normandie, éd. Isoète, 2008  (ISBN 9782913920743)
- Mots et parlures de la Normandie en long, en large et en travers, éd. Isoète, 2010  (ISBN 9782357760004)

## Distinctions
- Chevalier de l'ordre du Mérite agricole
- Chevalier de l'ordre national du Mérite
- Commandeur de l'ordre des Palmes académiques